# 貴東道
贵東道，清朝贵州省设置的道。
1681年设立分守贵東道，驻平越府，下辖平越府、镇远府、黎平府、都匀府、思州府、铜仁府、思南府、石阡府，1682年，裁撤。1687年，由粮驿道兼辖镇远等府。1726年，为督理贵州通省清军粮驿道事务分守贵东道，布政使司参议衔。1730年，设分巡贵东道。驻镇远府。1737年，设分巡古州道（古州兵备道），为按察使司副使，驻古州厅，下辖都匀府、黎平府。1742年裁撤分巡贵东道，所属府县属古州道。1755年，驻平越府、石阡府属粮驿道，古州道通称贵東道。